# Batman: Soul of the Dragon
Pour plus de détails, voir Fiche technique et Distribution.
Batman: Soul of the Dragon est un film d'animation américain, réalisé par Sam Liu, sorti directement en vidéo en 2021, 41e film de la collection DC Universe Animated Original Movies.
Il propose une histoire originale se déroulant dans les années 1970, et rend hommage à la culture populaire de cette époque, en passant par les looks des personnages, les combats s'inspirant des films de Bruce Lee ou encore la culture afro-américaine.

## Synopsis
Dans ses jeunes années, Bruce Wayne se rend à Nanda Parbat, un monastère secret de la région himalayenne de l'Hindu Kush, où il rencontre son gardien, O-Sensei (en), et cinq autres étudiants en formation dans les arts martiaux : Shiva, Richard Dragon (en), Jade, Ben Turner et Rip Jagger.
Des années plus tard, Richard arrive à Gotham City pour demander de l'aide à Bruce et aux autres anciens disciples d'O-Sensei afin de lutter contre la secte Kobra. Son leader, le millionnaire Jeffrey Burr, cherche à ouvrir une mystérieuse porte donnant sur une autre dimension pour libérer le dieu serpent Nāga.

## Fiche technique
- Titre original : Batman: Soul of the Dragon
- Réalisation : Sam Liu
- Scénario : Jeremy Adams, d'après les personnages de DC Comics
- Musique : Joachim Horsley
- Direction artistique du doublage original : Wes Gleason
- Montage : Bruce A. King
- Animation : Studio Mir
- Production : James Krieg, Sam Liu et Kimberly S. Moreau
  - Production déléguée : Sam Register, Bruce Timm et Michael E. Uslan
- Sociétés de production : Warner Bros. Animation et DC Entertainment
- Société de distribution : Warner Bros. Home Entertainment
- Pays de production :  États-Unis
- Langue originale : anglais
- Format : couleur
- Genre : animation, super-héros
- Durée : 83 minutes
- Dates de sortie :
  - États-Unis : 12 janvier 2021
  - France : 17 février 2021[3]
- Classification :
  - États-Unis : R (interdit -17 ans)
  - France : Accord parental (interdit -12 ans)

 Sauf indication contraire, les informations mentionnées dans cette section peuvent être confirmées par la base de données cinématographiques IMDb,  présente dans la section « Liens externes ».

## Distribution

### Voix originales
- David Giuntoli : Batman / Bruce Wayne
- Mark Dacascos : Richard Dragon (en)
- Kelly Hu : Lady Shiva
- Michael Jai White : Bronze Tiger / Ben Turner
- James Hong : O-Sensei (en)
- Jamie Chung : Jade
- Chris Cox : Rip Jagger
- Robin Atkin Downes : Schlangenfaust
- Grey Griffin : Lady Eve
- Josh Keaton : Jeffrey Burr
- Erica Luttrell : Silver St. Cloud
- Patrick Seitz : King Snake

### Voix françaises
- Emmanuel Jacomy : Batman / Bruce Wayne
- Jean-Philippe Puymartin : Richard Dragon
- Annie Milon : Lady Shiva
- Gilles Morvan : Bronze Tiger / Ben Turner
- Philippe Ariotti : O-Sensei
- Geneviève Doang : Jade
- Marc Arnaud : Rip Jagger
- Jean-Baptiste Marcenac : Schlangenfaust
- Audrey Sourdive : Lady Eve
- Yann Guillemot : Jeffrey Burr
- Céline Mauge : Silver St. Cloud
- Raphaël Cohen : King Snake

Société de doublage VF : Deluxe, adaptation VF : Yannick Ladroyes, direction artistique VF : Benoît Du Pac
 Source : voix originales et françaises sur Latourdesheros.com.

## Production
Le film est annoncé le 13 août 2020 avec sa distribution vocale. Il présente une histoire originale se déroulant dans les années 1970.

## Accueil

### Sortie
Le film sort aux États-Unis le 12 janvier 2021 en VOD et le 26 janvier 2021 en Blu-ray et DVD. La sortie française est le 17 février 2021.
Il est dédié à la mémoire du scénariste de comics Dennis O'Neil, décédé le 11 juin 2020 à l'âge de 81 ans.